# Mimosa depauperata
Mimosa depauperata är en ärtväxtart som beskrevs av George Bentham. Mimosa depauperata ingår i släktet mimosor, och familjen ärtväxter. Inga underarter finns listade i Catalogue of Life.